# Hočevarjev mavzolej
Hočevarjev mavzolej je mavzolej zakoncev Martina Hočevarja (1810–1886) in Josipine, rojene Mulej (1824–1911). Stoji v starem mestnem jedru Krškega, v mestnem parku, kjer je bilo prej staro pokopališče, na križišču Bohoričeve in Gasilske ulice. V neposredni bližini se nahaja še nekdanja pokopališka cerkev sv. Križa, ki danes služi kot prireditvena »Dvorana v parku«. 
Mavzolej spada med najbolj zrele neogotske spomenike v Sloveniji in predstavlja enega izmed najkakovostnejših spomenikov poznega 19. stoletja v Sloveniji. Je eden od dveh monumentalnih tovrstnih objektov v Mestni občini Krško (drugi je Mavzolej Antona Alexandra von Auersperga v Leskovcu pri Krškem). Danes z njim upravlja Mestni muzej Krško in je na voljo za vódene oglede.

## Zgodovina
Mavzolej je dala zgraditi Josipina Hočevar leta 1886 kmalu po smrti svojega moža Martina, ki je bil najprej pokopan na tamkajšnjem pokopališču. Stavba je bila po nekaj prekinitvah dokončana leta 1890 in takrat so vanjo prenesli Martinove posmrtne ostanke. Ime arhitekta ostaja neznano, domnevno pa je izhajal iz kroga graškega arhitekta Georga von Hauberrisserja (en). Gradbena dela je izvedlo ljubljansko kamnoseško podjetje Feliks Toman, ki je zgradilo tudi Majdičev mevzolej v Kranju in že omenjeni Auerspergov mavzolej v Leskovcu pri Krškem. Leta 1911 je bila v njem pokopana še Josipina. Zakonca Hočevar sta umrla brez otrok, zato sta edina pokopana v svoji družinski grobnici.
Občina Krško je 11. aprila 2011 z odlokom objekt skupaj s Kapucinskim samostanom Krško in starim pokopališčem razglasila za kulturni spomenik lokalnega pomena. Leta 2018 je občina stavbo obnovila, pri čemer je naložba znašala 110.000 €. Prva faza obnove se je začela v začetku septembra 2017, obsegala pa je konservatorsko restavratorske posege na kamnitih in kovinskih elementih zunanjščine. Druga faza je potekala v drugi polovici leta 2018, ko je bila obnovljena notranjščina in vitraži. Slovesno odprtje je bilo 6. aprila 2019, na Josipinin 195. rojstni dan.

## Arhitektura in umetnost
Mavzolej je zgrajen v obliki pravilnega osemkotnika, katerega vogale podpirajo stopnjevani oporniki, streho pa tvori osemstrana piramida. Stranice so dolge približno 3 metre. Vsa zunanjščina je iz belega kamna in je neometana. Vrh zidov krasi obodni friz z gotskimi trilisti. Vhodni portal, ki je obrnjen proti vzhodu, ima za dostop stopnišče, zavarovano s kovinskima ograjama z vitičevjem in dvema manjšima stolpičema. Portal ima bogato okrašena zastekljena kovana vrata. Nad njimi se nahaja šilast vitražni timpanon, celoten vhod pa je na vrhu zaključen s kamnito »dvokapno streho« z okrasnim brstičjem in konico na slemenu. Štiri stene, najbližje vhodu, imajo šilasta vitražna okna, njim pa sledita steni s slepima oknoma. Zadnja stena, ki gleda na zahod, ima reliefno upodobljen križ.
Notranjščino predstavlja enoten prostor, ki je ometan. V vogalih stojijo vitki stebri z akantovimi kapiteli, strop je križnorebrasto obokan. Stene so poslikane s šablonsko rastlinsko in geometrijsko dekorativno poslikavo. Ob steni nasproti vhoda stoji velik kamnit kip Kristusa z dvignjenimi rokami, za katerega ozadje služi zlat mozaik. Na sredini na tleh se nahaja kamnit pokrov z intarzijo, ki predstavlja vhod v podzemni del grobnice. Njegova edinstvena posebnost je, da je tudi ta poslikan, v njem pa se nahajata krsti pokojnikov.